# Campeonato Sul-Americano de Atletismo
O Campeonato Sul-Americano de Atletismo é um evento bienal de atletismo organizado pela Confederação Sul-Americana de Atletismo (CONSUDATLE).
Sua primeira edição foi em 1919 onde competiram apenas dois países (Chile e Uruguai), mas desde então tem se expandido e geralmente tem sido realizadas a cada dois anos desde 1927.
Os países são medidos por um sistema de pontos, resultantes dos respectivos desempenhos de seus atletas. O país com o maior total de pontos é declarado vencedor.

## Edições
|    | Ano  | Sede           | País      |
| -- | ---- | -------------- | --------- |
| 1  | 1919 | Montevidéu     | Uruguai   |
| 2  | 1920 | Santiago       | Chile     |
| 3  | 1924 | Buenos Aires   | Argentina |
| 4  | 1926 | Montevidéu     | Uruguai   |
| 5  | 1927 | Santiago       | Chile     |
| 6  | 1929 | Lima           | Peru      |
| 7  | 1931 | Buenos Aires   | Argentina |
| 8  | 1933 | Montevidéu     | Uruguai   |
| 9  | 1935 | Santiago       | Chile     |
| 10 | 1937 | São Paulo      | Brasil    |
| 11 | 1939 | Lima           | Peru      |
| 12 | 1941 | Buenos Aires   | Argentina |
| 13 | 1943 | Santiago       | Chile     |
| 14 | 1945 | Montevidéu     | Uruguai   |
| 15 | 1947 | Rio de Janeiro | Brasil    |
| 16 | 1949 | Lima           | Peru      |
| 17 | 1952 | Buenos Aires   | Argentina |
| 18 | 1954 | São Paulo      | Brasil    |
| 19 | 1956 | Santiago       | Chile     |
| 20 | 1958 | Montevidéu     | Uruguai   |

|    | Ano  | Sede           | País      |
| -- | ---- | -------------- | --------- |
| 21 | 1961 | Lima           | Peru      |
| 22 | 1963 | Cali           | Colômbia  |
| 23 | 1965 | Rio de Janeiro | Brasil    |
| 24 | 1967 | Buenos Aires   | Argentina |
| 25 | 1969 | Quito          | Equador   |
| 26 | 1971 | Lima           | Peru      |
| 27 | 1974 | Santiago       | Chile     |
| 28 | 1975 | Rio de Janeiro | Brasil    |
| 29 | 1977 | Montevidéu     | Uruguai   |
| 30 | 1979 | Bucaramanga    | Colômbia  |
| 31 | 1981 | La Paz         | Bolívia   |
| 32 | 1983 | Santa Fé       | Argentina |
| 33 | 1985 | Santiago       | Chile     |
| 34 | 1987 | São Paulo      | Brasil    |
| 35 | 1989 | Medellín       | Colômbia  |
| 36 | 1991 | Manaus         | Brasil    |
| 37 | 1993 | Lima           | Peru      |
| 38 | 1995 | Manaus         | Brasil    |
| 39 | 1997 | Mar del Plata  | Argentina |
| 40 | 1999 | Bogotá         | Colômbia  |

|    | Ano  | Sede         | País      |
| -- | ---- | ------------ | --------- |
| 41 | 2001 | Manaus       | Brasil    |
| 42 | 2003 | Barquisimeto | Venezuela |
| 43 | 2005 | Cali         | Colômbia  |
| 44 | 2006 | Tunja        | Colômbia  |
| 45 | 2007 | São Paulo    | Brasil    |
| 46 | 2009 | Lima         | Peru      |
| 47 | 2011 | Buenos Aires | Argentina |
| 48 | 2013 | Cartagena    | Colômbia  |
| 49 | 2015 | Lima         | Peru      |
| 50 | 2017 | Assunção     | Paraguai  |
| 51 | 2019 | Lima         | Peru      |
| 52 | 2021 | Guayaquil    | Equador   |
| 53 | 2023 | São Paulo    | Brasil    |

## Competições
- Campeonato Sul-Americano de Atletismo em Pista Coberta
- Campeonato Sul-Americano de Atletismo Sub-23
- Campeonato Sul-Americano de Atletismo Sub-20
- Campeonato Sul-Americano de Atletismo Sub-18
- Campeonato Sul-Americano de Corta-Mato
- Campeonato Sul-Americano de Marcha Atlética
- Campeonato Sul-Americano de Maratona
- Campeonato Sul-Americano de Meia Maratona
- Campeonato Sul-Americano de Milha de Rua
- Campeonato Sul-Americano de Corrida de Montanha